# کامپیوتر گیمینگ ورلد
کامپیوتر گیمینگ ورلد (به انگلیسی: Computer Gaming World) یک مجله آمریکایی در مورد بازی‌های رایانه‌ای بود که طی سال‌های ۱۹۸۱ الی ۲۰۰۶ منتشر می‌شد.

## تاریخچه
در سال ۱۹۷۹ «راسل سایپ» از کنوانسیون بپتیست جنوبی جدا شد. او که یکی از طرفداران بازی‌های ویدئویی بود، متوجه شد که هیچ مجله تخصصی در مورد بازی‌های ویدئویی وجود ندارد. او با وجود اینکه هیچ تجربه‌ای در زمینه نشریات نداشت در ماه ژوئن همان سال اقدام به تأسیس انتشارات «گلدن امپایر» کرد و نام «کامپیوتر گیمینگ ورلد» را برای مجله انتخاب کرد به این امید که هم بازی‌های رایانه‌ای را مورد نقد قرار دهد و هم به عنوان یک ناشر در زمینه صنایع فعالیت کند. اولین شماره در ماه نوامبر ۱۹۸۱ و تقریباً همزمان با دو مجله «الکترونیک گیمز» و «سافت تاک» منتشر شد. (با توجه به پس زمینه مذهبی «سایپ»، می‌توان نشانه‌های آن را در هر شماره پیدا کرد. جانشین او «جانی ویلسون» به عنوان ویرایشگر نیز یکی از اعضای مسیحیت انجیلی بود)
اوایل، شماره‌های مجله به صورت نامنظم و شکل و شمایل روزنامه‌ای با ۴۰ الی ۵۰ صفحه منتشر می‌شد که شامل یادداشت‌هایی از طراحان بازی مانند «دان بونتن» (اوزارک سافت ویر) و «کریس کرافورد» بود. در شماره‌های اولیه غالباً طرح روی جلد (آثار تیم فینکاس گرافیست مجله) ارتباط چندانی با محتویات آن شماره نداشت. در ژانویه/فوریه ۱۹۸۶ شماره‌های منتشر شده مجله به ۹ شماره در سال رسید که با نوشته‌هایی از نویسندگان معروف مانند «اسکورپیا»، «چارلز آردای» و «ایوان بروکز» همراه بود.
کامپیوتر گیمینگ ورلد از رکود بی‌سابقه بازار بازی‌های ویدئویی در سال ۱۹۸۳ نجات پیدا کرد، در تابستان ۱۹۸۵ این مجله تنها بازمانده از بین ۱۸ مجله بازی‌های ویدئویی بود که در سال ۱۹۸۳ منتشر می‌شد. در پاییز ۱۹۸۷ و در زمان‌هایی که این مجله منتشر نمی‌شد، اقدام به چاپ خبرنامه‌ای با عنوان «Computer Game Forum» نمود که البته به دلیل عدم مقبولیت پس از دو شماره چاپ آن متوقف شد. البته بعضی از مطالب این نشریه خبری بعداً جزو مطالب مجله کامپیوتر گیمینگ ورلد درآمد.
این مجله از سال ۱۹۹۱ گسترش قابل توجهی پیدا کرد و تعداد صفحات مجله در شماره ۱۰۰ خود در نوامبر ۱۹۹۲ به ۱۹۶ صفحه رسید. در سال ۱۹۹۳ «راسل سایپ» مجله را به انتشارات «زیف دیویس» فروخت اما همچنان به عنوان ناشر تا سال ۱۹۹۵ کار خود را با این مجله ادامه داد. در دهه ۹۰ میلادی این مجله همچنان به گسترش خود ادامه داد به طوری که در دسامبر ۱۹۹۷ تعداد صفحات مجله به ۵۰۰ رسید. در سال ۱۹۹۹ و در دورانی که مجله‌های چاپی به خاطر رشد شدید اینترنت بین مردم مشکلات فراوانی متحمل شده بودند، ویلسون (سردبیر) از مجله جدا و «جورج جونز» به عنوان سردبیر جایگزین او شد. در سال ۲۰۰۲ نیز «جف گرین» جایگزین جونز گردید.
در ۲ اوت ۲۰۰۶ انتشارات «زیف دیویس» و شرکت مایکروسافت توافقنامه‌ای به امضا رساندند و طی آن مجله «کامپیوتر گیمینگ ورلد» به «مجله رسمی بازی‌های ویندوز» تغییر نام و ساختار داد. آخرین شماره مجله کامپیوتر گیمینگ ورلد در نوامبر ۲۰۰۶ و با شماره ۲۶۸ منتشر شد.
همزمان با انتشار آخرین شماره مجله، زیف دیویس اقدام به عرضه آرشیو کاملی از ۱۰۰ شماره اول این مجله به همراه ۲ شماره نشریه خبری Computer Game Forum (در مجموع ۷۴۳۸ صفحه از ۱۱ سال چاپ مطالب در مورد بازی‌های ویدئویی) نمود. این مجموعه توسط «موزه کامپیوتر گیمینگ ورلد» و در قالب پی‌دی‌اف در دسترس می‌باشد. تمامی شماره‌های این مجله به وسیله تکنولوژی OCR آرشیوبندی گردید که بالغ بر ۳ میلیون کلمه را شامل می‌شود. با وجود اینکه زیف دیویس سایت آرشیو مجله را از دسترس خارج کرد، با این حال نسخه‌های آرشیوی این مجله را می‌توان از سایت Computer Gaming World Museum دریافت نمود.
در ۸ آوریل ۲۰۰۸، انتشارات زیف دیویس اعلام کرد که انتشار نسخه‌های چاپی «مجله رسمی بازی‌های ویندوز» متوقف و از این تاریخ مطالب این مجله به صورت آنلاین منتشر می‌شود.

## محتویات مجله
مطالب مجله کامپیوتر گیمینگ ورلد شامل نقدها، پیش نمایش بازی‌ها، اخبار، نامه‌های خوانندگان، راهبردها و راهنمایی‌ها و بخش خریدوفروش بازی‌های رایانه‌ای بود.
در سال ۲۰۰۶ معروف‌ترین بخش‌های مجله عبارت بودند از Greenspeak (به قلم سردبیر جف گرین) و یک بخش ویژه به نام Tom vs. Bruce که در آن Tom Chick و Bruce Geryk با انجام یک بازی با هم به رقابت می‌پرداختند.
برای سال‌ها، مجله به هیچ‌کدام از نقدهای بازی امتیاز نمی‌داد و امتیازدهی را به خوانندگان خود واگذار کرده بود تا از طریق نظرسنجی ماهیانه رای خود را اعلام کنند. بالاخره در سال ۱۹۹۴ سیستم امتیازدهی این مجله به راه افتاد. ساختار این سیستم عبارت از پنج ستاره بود که اگر به طور کامل اعطا می‌شد نشان دهنده برجسته و با کیفیت بودن بازی و در ضعیف‌ترین حالت فقط یک ستاره به بازی مورد نظر داده می‌شد. در طول تاریخ انتشار مجله سه بازی «پوستال ۲»، Mistmare و «اربابان سیاهچال» از نویسندگان و منتقدین مجله، پایین‌ترین نمره و صفر ستاره دریافت کردند.

## تیراژ
بر طبق گزارش Media Distribution Services، تیراژ مجله کامپیوتر گیمینگ ورلد مقداری بیش از ۳۰۰٬۰۰۰ نسخه در سال ۲۰۰۶ میلادی بود.

## بازتاب‌ها
روزنامه نیویورک تایمز بارها مجله کامپیوتر گیمینگ ورلد را تحسین کرد و آن را به عنوان یکی از اصلی‌ترین انتشارات دنیای بازی‌های رایانه‌ای در زمان خود نامید. این روزنامه در سال ۱۹۹۷ آن را «پیشرو مجله‌های بازی‌های رایانه‌ای»، در ۱۹۹۹ با عنوان «کتاب مقدس صنعت بازی‌های رایانه‌ای» و در سال ۲۰۰۵ آن را به عنوان «یکی از برترین مجله‌های بازی‌های رایانه‌ای» معرفی کرد.